# Aeroportul Regional Sebring
Aeroportul Regional Sebring (IATA: SEF, ICAO: KSEF, FAA LID: SEF) este un aeroport din Florida, Statele Unite ale Americii ce deservește zona Sebring⁠(d). Aeroportul a fost tranzitat în 2019 de 42 de pasageri. A fost numit după zona deservită.
Situat la o altitudine de 19 m, aeroportul dispune de 2 piste.

## Infrastructură

### Piste
Aeroportul dispune de 2 piste. Pista 01/19 are suprafața de asfalt și dimensiunile 5.234 picioare × 100 picioare. Pista 14/32 are suprafața de asfalt și dimensiunile 4.990 picioare × 100 picioare. 